# هنري برترام برايس
هنري برترام برايس (بالإنجليزية: Henry Bertram Price)‏ هو ضابط أمريكي، ولد في 20 يونيو 1869 في برلنغتون في الولايات المتحدة، وتوفي في 23 سبتمبر 1941 في سان فرانسيسكو في الولايات المتحدة.